# Suillellus
Suillellus è un genere di funghi appartenente alla famiglia delle Boletaceae.

## Specie di Suillellus
Elenco delle specie di Suillellus più conosciute:
- Suillellus adalgisae (Marsico & Musumeci) N. Schwab, 2019[1]
- Suillellus adonis (Pöder & H. Ladurner) Vizzini, Simonini & Gelardi, 2014[2]
- Suillellus amygdalinus (Thiers) Vizzini, Simonini & Gelardi, 2014[3][4]
- Suillellus atlanticus (Blanco-Dios & G. Marques) Vizzini, Simonini & Gelardi, 2014[5]
- Suillellus caucasicus (Singer ex Alessio) Blanco-Dios, 2015[6]
- Suillellus comptus (Simonini) Vizzini, Simonini & Gelardi, 2014[7]
- Suillellus gabretae (Pilát) Blanco-Dios, 2015[8]
- Suillellus hypocarycinus (Singer) Murrill, 1948[9]
- Suillellus luridiceps Murrill, 1946[10]
- Suillellus luridus (Schaeff.) Murrill, 1909[11]
- Suillellus mendax (Simonini & Vizzini) Vizzini, Simonini & Gelardi, 2014[12]
- Suillellus permagnificus (Pöder) Blanco-Dios, 2015[13]
- Suillellus pictiformis Murrill, 1943[14]
- Suillellus queletii (Schulzer) Vizzini, Simonini & Gelardi, 2014[15]
- Suillellus subamygdalinus Kuan Zhao & Zhu L. Yang, 2016[16]